# (1962) Dunant
(1962) Dunant ist ein Asteroid des Hauptgürtels, der am 24. November 1973 vom Schweizer Astronomen Paul Wild, vom Observatorium Zimmerwald der Universität Bern aus, entdeckt wurde.
Der Asteroid ist nach dem Schweizer Henry Dunant, dem Gründer des Roten Kreuzes, benannt.